# Scott Wittman
Scott Wittman (* 1955) je americký režisér, textař a spisovatel pro Broadway, koncerty a televizi.

## Životopis
Byl vychován v Nanuetu v New Yorku, v roce 197 absolvoval Nanuet Senior High School a dva roky navštěvoval Emerson College v Bostonu, než ze školy odešel, aby se mohl věnovat kariéře v muzikálovém divadle v New Yorku. Když režíroval pořad v klubu Greenwich Village, tak potkal Marca Shaimana a stali se z nich partneři v pracovním i osobním životě. Zatímco Shaiman psal hudbu pro televizní pořady jako Saturday Night Live, tak Wittman režíroval koncerty pro umělce jako Bette Midler, Christine Ebersole, Raquel Welch, Dame Edna Everage a Lypsinka.
V roce 2002 spolu Shaiman a Wittman pracovali na muzikálu Hairspray, který vyhrál cenu Drama Desk Award za nejlepší texty, dále Cenu Tony za nejlepší původní scénář a Cenu Grammy. Kromě Hairspraye Wittman koncipoval, psal texty a režíroval film Martin Short: Fame Becomes Me a koncipoval a režíroval sólový koncert pro Patti LuPone s názvem Matters of the Heart.
Partneři spolu dále vytvořili muzikál Chyť mě, když to dokážeš, který byl adaptací stejnojmenného filmu Stevena Spielberga z roku 2002. Pracovali společně s Terrencem McNallym. Znovu se sešli při vytváření muzikálu Karlík a továrna na čokoládu.
V roce 2011 byl Hairspray uveden na Nanuet Senior High School, střední škole, kterou Wittman navštěvoval.
Spolu s Marcem Shaimanem je hlavním skladatelem televizního seriálu Smash, kde zaznívají jejich původní písně.